# Souboř
Souboř (německy Sauborsch) je malá vesnice, část města Ledeč nad Sázavou v okrese Havlíčkův Brod. Nachází se asi tři kilometry severně od Ledče nad Sázavou. Souboř je také název katastrálního území o rozloze 3,86 km².

## Historie
Roku 1545 si vesnici nechala do zemských desek zapsat Markéta Ledecká z Říčan jako součást ledečského panství.

## Pamětihodnosti
- Pozůstatky hradu Lacembok

## Fotogalerie

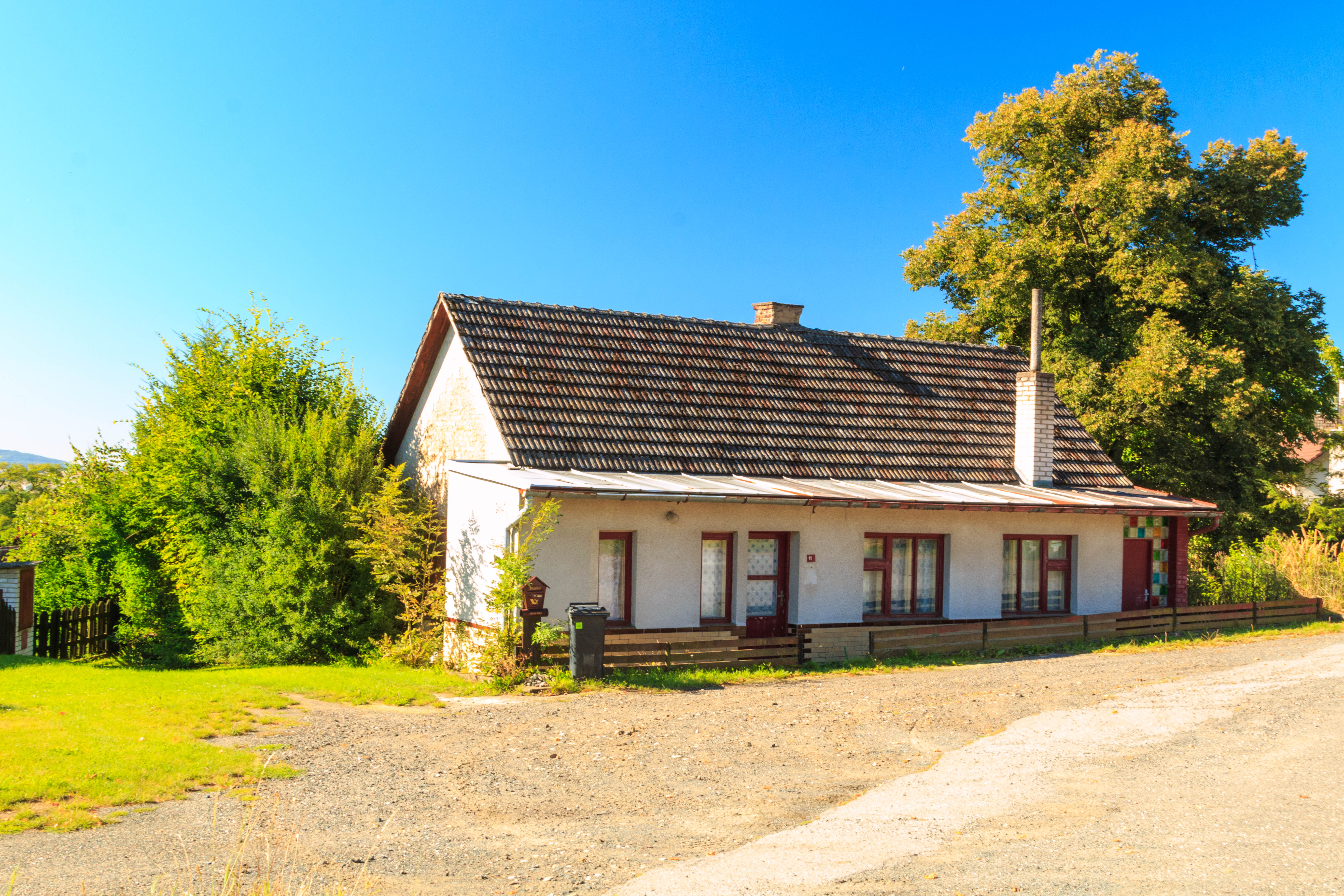
Dům čp. 11
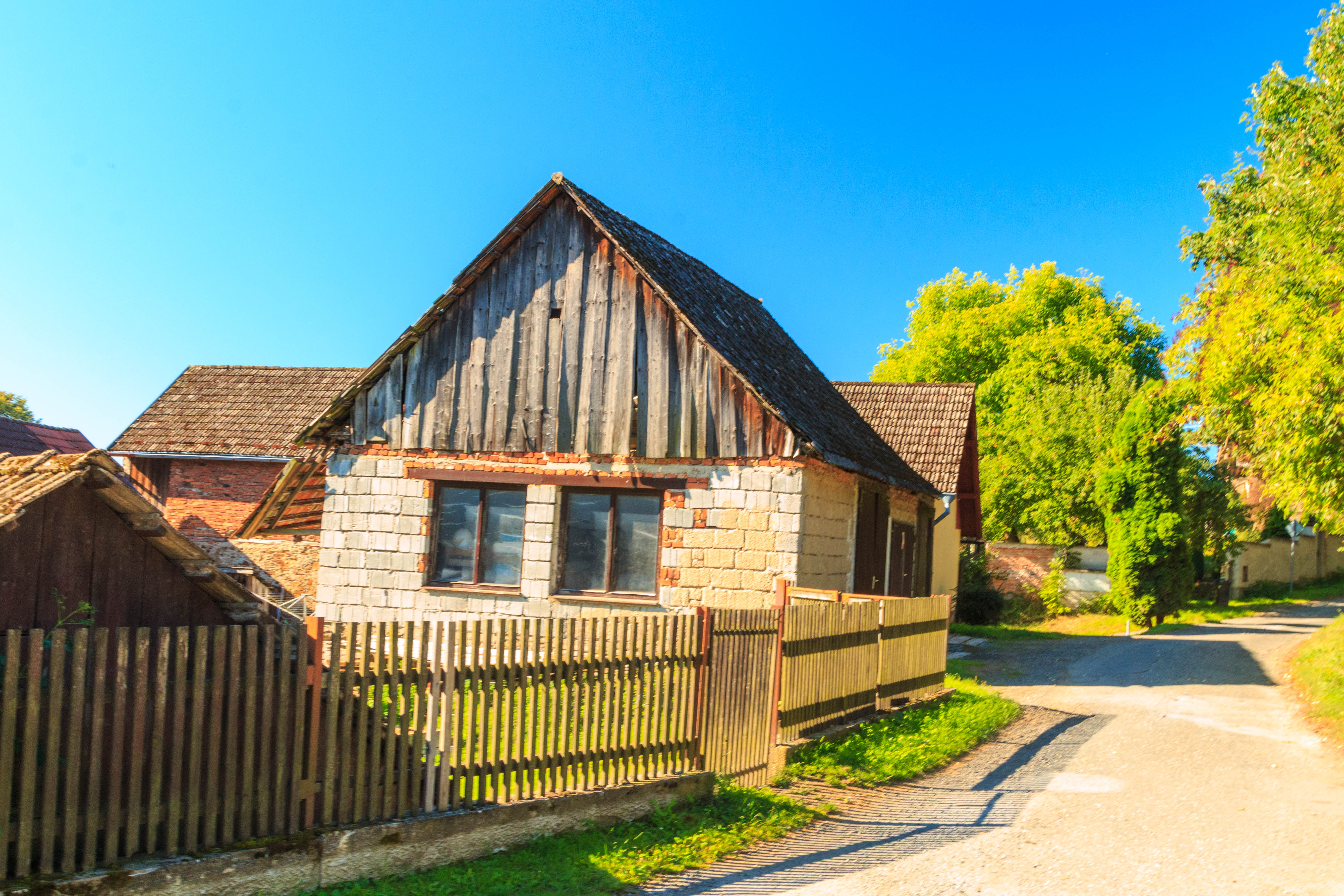
Dům čp. 31
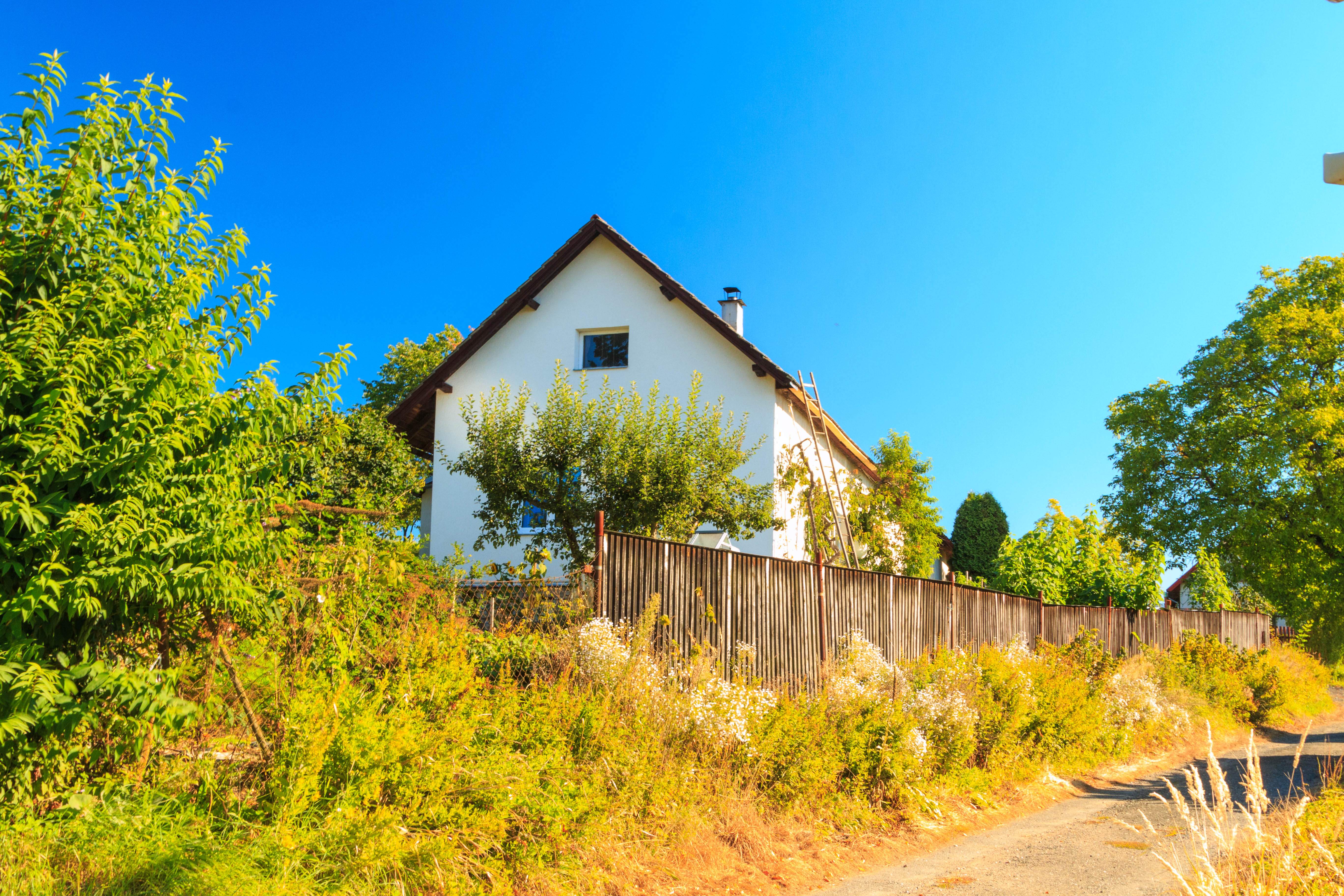
Dům čp. 7
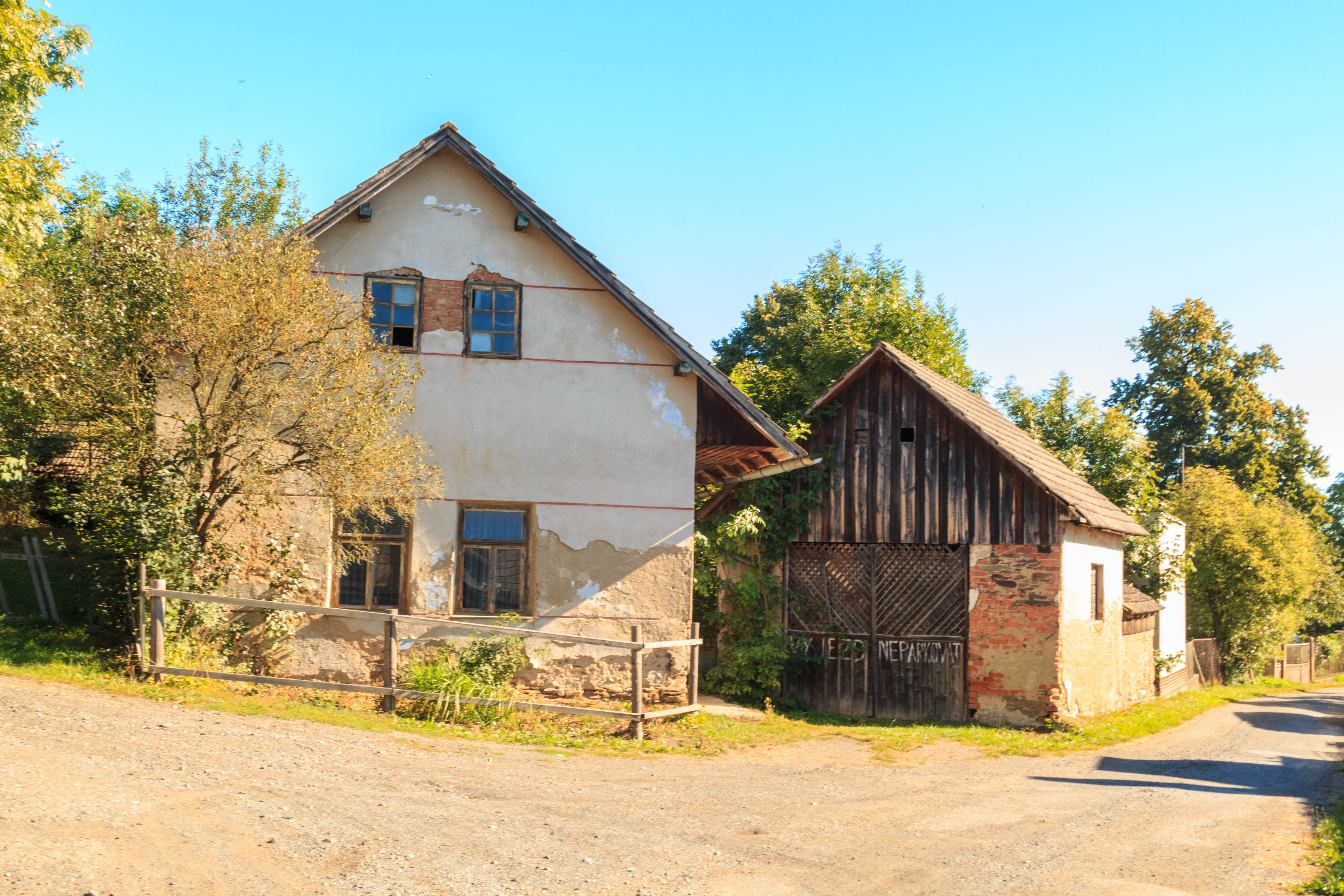
Dům čp. 4